# Constant Proportion Portfolio Insurance
Constant Proportion Portfolio Insurance (CPPI) – jedna z technik (strategii) zarządzania portfelem inwestycyjnym. Polega na takiej konstrukcji składu portfela, by zapewnić osiąganie zysków (w określonym stopniu).
Portfel jest tak budowany, by zabezpieczyć go przed spadkiem poniżej osiągniętego już poziomu (ochrona uzyskanego kapitału). Uzyskuje się to przez zmianę proporcji w portfelu instrumentów akcyjnych i obarczonych niskim ryzykiem (z określoną stopą zwrotu – na wskazaną datę). Dla zabezpieczenia coraz większą część portfela stanowią papiery stałodochodowe (istotna jest też duration powiązana z datą, na którą zapewnienie poziomu zysku ma obowiązywać). Zyski na rynku akcji są realizowane jeżeli sytuacja na rynku kapitałowym na to pozwala.
Istotny jest poziom ochrony kapitału – zazwyczaj w granicach 90–100%.
CPPI pojawiła się na świecie pod koniec XX wieku, a pozytywnie przetestowano ten mechanizm np. w czasie bessy roku 1999 i po atakach 09.2001.
W Polsce ta technika jest stosowana przez TFI (w funduszach inwestycyjnych z gwarantowaną stopą zwrotu lub z określanymi poziomami minimalnej wartości na określone daty – okresy 1,5–3 lat) oraz w ramach produktów strukturyzowanych. W przypadku funduszy inwestycyjnych sam fundusz nie gwarantuje osiągnięcia obiecanych zysków, a gwarancji może (odpłatnie) udzielić inny (niż TFI) podmiot, np. ubezpieczyciel, bank lub firma inwestycyjna.